# 오갈랄라 대수층

오갈랄라 대수층(Ogallala Aquifer)은 미국 그레이트플레인스 지하에 위치한 대규모 대수층이다. 오갈랄라 대수층은 사우스다코타주, 네브래스카주, 와이오밍주, 콜로라도주, 캔자스주, 오클라호마주, 뉴멕시코주, 텍사스주의 8개 주에 걸쳐 총 450,000 km2에 육박하는 세계 최대의 대수층이며, 1930년대 대수층에 대한 개발이 시작된 이래 50년 간 미국 최대의 관개 농업 지대로 기능해 왔다. 그러나 이 대수층은 해당 지역의 낮은 강수량으로 인한 수자원 공급량의 부족과 그에 비해 지나치게 많은 농업 지대의 물 소비량으로 인해 고갈 위기에 처해 있으며, 이 대수층의 수자원이 고갈될 경우 해당 지역의 경제에 막대한 손실이 있을 것으로 우려되고 있다.

## 같이 보기
- 대수층
- 환경과학
- 화석수
- 지하수
- 수문지질학
- 관개
- 래노에스터카도
- 지하수위